# Wólka Nadbużna (Mazovie)
Pour les articles homonymes, voir Wólka Nadbużna.
Wólka Nadbużna [ˈvulka nadˈbuʐna] est un village polonais de la gmina de Ceranów dans le powiat de Sokołów et dans la voïvodie de Mazovie, au centre-est de la Pologne.